# Королівська жандармерія Камбоджі
Королівська жандармерія Камбоджі (кхмер. កងរាជអាវុធហត្ថ, Kang Reach Avuth Hatth), або Військова поліція, є частиною Королівських збройних сил Камбоджі, який відповідає за підтримання громадського порядку та внутрішньої безпеки в Камбоджі. Чисельність напіввоєнізованого підрозділу становить 30 000 солдатів, дислокованих у всіх провінціях. Його штаб розташований у Пномпені, а підпорядкування підрозділу здійснюється через Верховне командування Королівських збройних сил Камбоджі. Жандармерія знаходиться під безпосереднім керівництвом командира в званні, еквівалентному генерал-лейтенанту. Верховне командування відповідає за моніторинг усіх підрозділів жандармерії, а також за загальну підготовку. Нинішнім командувачем жандармерії є генерал-лейтенант Сао Соха, колишній охоронець і особистий радник прем'єр-міністра Камбоджі Хун Сена.

## Обов'язки
Обов'язки Королівської жандармерії Камбоджі:
- Відновлення миру та стабільності, якщо вони були порушені
- Протидія тероризму
- Протидія агресивним групам
- Придушення бунтів у в'язницях
- Його цивільні обов'язки включають: забезпечення безпеки та громадського спокою, розслідування та
- запобігання організованій злочинності, тероризму та іншим насильницьким групам; охороняти
- державну та приватну власність; допомагати цивільним особам та іншим силам із надзвичайних
- ситуацій у разі надзвичайної ситуації, стихійного лиха, громадянських заворушень і збройних конфліктів.

До його військових обов'язків належать: збереження та захист національної безпеки, держави, власності, громадського спокою та громадського порядку, а також надання допомоги іншим силам безпеки у разі надзвичайної ситуації, громадянських заворушень, війни; придушувати заворушення; посилити воєнний стан і мобілізацію; для боротьби та затримання підозрюваних злочинців, терористів та інших насильницьких груп.

## Організація
Королівська жандармерія Камбоджі складається з 10 підрозділів розміром у батальйони. Кожен батальйон має від 500 до 1000 поліцейських. Основні бази знаходяться в Пномпені.
Жандармерія контролює всі 25 провінцій і 186 округів, працюючи з місцевим населенням. До складу підрозділу входять: мобільна група, що складається з шести підрозділів втручання, батальйону транспортних засобів втручання, кавалерії та 4 піхотинців з базами в Пномпені. Школа підготовки жандармерії розташована в комуні Камбол, провінція Кандал.